# Redresseur de Vienne
 (juillet 2024).

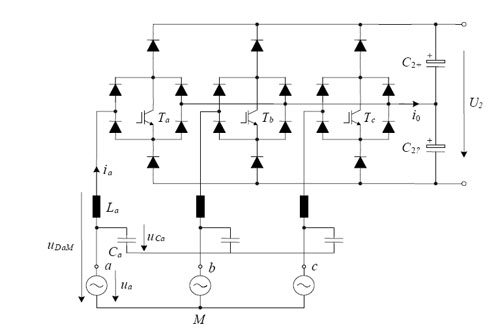
Fig. 1 : Topologie d'un redresseur de Vienne

Le redresseur de Vienne est un redresseur à modulation de largeur d'impulsion (PWM), développé en 1993 par Johann W. Kolar, à l'Université technique de Vienne, en Autriche,.

## Caractéristiques
- Redresseur triphasé à trois niveaux et trois interrupteurs avec tension de sortie contrôlée [3]
- Correction du facteur de puissance (PFC)  [4]
- Système Boost (courant d'entrée continu)
- Flux de puissance unidirectionnel [5]
- Densité de puissance élevée
- Faibles émissions d'interférences électromagnétiques (EMI) en mode commun
- Contrôle simple pour stabiliser le potentiel du point neutre [6]
- Faible complexité et facile à mettre en œuvre [5]
- Faible pertes de commutation [7]
- Comportement fiable sous des tensions de réseau fortement déséquilibrées et en cas de panne de secteur [8]

## Topologie
Le redresseur de Vienne est un redresseur unidirectionnel triphasé à trois commutateurs à modulation de largeur d'impulsion (PWM) à trois niveaux. Il peut être considéré comme un pont de diodes triphasé avec un convertisseur élévateur intégré.